# Nora Calderwood
Nora Calderwood   (Blairgowrie, 14 de març de 1896 - Selly Oak, abril 1985) va ser una matemàtica escocesa.

## Vida i Obra
Calderwood va néixer a la població escocesa de Blairgowrie, al comtat de Perth, on el seu pare era director de l'escola pública; però quan ella era encara petita va ser nomenat professor de l'Escola Normal d'Escòcia a Edimburg i va fer la seva escolarització en aquesta ciutat. El 1914 va ingressar a la universitat d'Edimburg en la qual es va graduar el 1920. El curs següent va començar a donar classes a la universitat de Birmingham fin el 1963 en que es va retirar.
Durant els primers anys a Birmingham va obtenir el doctorat, dirigida per Alec Aitken (1931). A Birmingham es va especialitzar en les classes d'àlgebra.